# Usclades-et-Rieutord
Usclades-et-Rieutord település Franciaországban, Ardèche megyében. Lakosainak száma 110 fő (2022. január 1.). Usclades-et-Rieutord Burzet, Cros-de-Géorand, Montpezat-sous-Bauzon, Sagnes-et-Goudoulet és Sainte-Eulalie községekkel határos.

## Népesség
A település népessége az elmúlt években az alábbi módon változott:
| Lakosok száma | 169  | 115  | 123  | 119  | 128  | 124  | 115  | 117  | 117  | 110  |
|               | 1968 | 1982 | 1990 | 2006 | 2013 | 2015 | 2017 | 2019 | 2020 | 2022 |